# Rio Uruará
Rio Uruará är ett vattendrag i Brasilien.   Det ligger i delstaten Pará, i den centrala delen av landet, 1 700 km norr om huvudstaden Brasília.
I omgivningarna runt Rio Uruará växer i huvudsak städsegrön lövskog. Runt Rio Uruará är det mycket glesbefolkat, med 2 invånare per kvadratkilometer.